# Piz Medel
De Piz Medel is een 3.210 meter hoge berg in de Zwitserse Adula-Alpen. De Piz Medel is de hoogste top van het Piz Medel-gebergte in het noordwestelijk deel van de Adula-Alpen. Het gebergte is een keten van drieduizend meter hoge toppen die zich uitstrekt van de Piz Cristallina in het westen tot Fil Liung in het oosten en slechts iets boven het gletsjergebied van de Glatscher da Medel uittorent. Deze keten van toppen vormt de kantongrens tussen de kantons kantons Graubünden en Ticino. Ten noorden van de keten bevindt zich het grondgebied van de Zwitserse gemeente Medel in Graubünden, ten zuiden van de kam ligt Ticino, en is het grondgebied van de gemeente Blenio.
Ten noordwesten van de top ligt de Glatscher da Medel. Dit gletsjerveld, dat zich over een breedte van ongeveer drie kilometer uitstrekt van Fil Liung tot Piz Cristallina, is een van de grote gletsjervelden in de Adula-Alpen. De individuele lobben, die door de lagere toppen van de Refugi da Camuch (2950 m) en Piz la Buora (2678 m) gescheiden worden, worden de Glatscher da Plattas (oost- en middenlobben) en de Glatscher Davos la Buora (westlob) genoemd. Er is ook een klein gletsjerveld op de zuidelijke flank in Ticino, waarvan de uitstroom wordt beschouwd als de bron van de Brenno.

## Geschiedenis
De naam zou teruggaan op het Griekse metallion en heeft te maken met de vroegere mijnbouwactiviteiten in het Val Medel.
De eerste beklimming vond plaats op 9 juni 1865 via de Fil Liung door de dames Deplaci en P. Störi, en Baptist Monn. Deze route is tegenwoordig ongebruikelijk vanwege de broze rots bij Fil Liung.